# Sven H. Gullman
Sven H. (Helmer) Gullman, född 10 oktober 1928 i Skaftö församling i Bohuslän, död 5 mars 2021 i Stockholm, var en svensk författare och gymnasierektor. 
Gullman studerade vid Göteborgs universitet och var filosofie magister i nordiska språk, litteraturhistoria, historia och statskunskap. Han var konsulent i historia vid Stockholms skoldirektion, studierektor vid Engelbrekts rektorsområde i Stockholm respektive vid Stockholms musikgymnasium samt rektor vid Stockholms skolförvaltnings invandrarsektion, Nya Elementars gymnasium och (efter fusion 1990) vid pensioneringen Blackebergs gymnasium.  Gullman var kommendör i Den Heliga gravens av Jerusalem riddarorden.

## Stipendier och utmärkelser
Sven H. Gullman erhöll hösten 2014 Sveriges författarfonds arbetsstipendium på 50 000 kronor.